# Bezsmertnovit
Bezsmertnovit, selten auch Bessmertnovit (russisch Безсмертновит), ist ein sehr selten vorkommendes Mineral der Mineralklasse der „Sulfide und Sulfosalze“ mit der chemischen Zusammensetzung  (Au,Ag)4Cu(Te,Pb) und damit ein komplexes Plumbotellurid mit Gold, Kupfer, Eisen, Silber.
Bezsmertnovit kristallisiert im orthorhombischen Kristallsystem, konnte bisher jedoch nur in Form tafeliger bis unregelmäßiger Körner bis etwa 0,2 × 0,05 mm Größe gefunden werden. Das Mineral ist undurchsichtig (opak) und zeigt auf den Oberflächen der bronzegelben, auf polierten Flächen auch leuchtend orangegelben, Körner einen metallischen Glanz. Die Farbe zeichnet sich unter allen anderen Erzmineralien durch seine ungewöhnlich hohe Sättigung und Reinheit aus, die sogar Gold übertrifft.

## Etymologie und Geschichte
Die Gold-Silber-Tellurit-Lagerstätte Aginsk (auch Aginskoe oder Aginskoye; russisch Агинское) in Zentral-Kamtschatka im Bezirk Bystrinski wurde 1964 entdeckt und nicht sofort in den Industrieentwicklungsplan aufgenommen. Im Rahmen der von 1973 bis 1985 durchgeführten Prospektions- und Explorationsarbeiten arbeiteten Gruppen von Geologen und Mineralogen aus der gesamten Sowjetunion in dem Gebiet. Bei der Erforschung der Lagerstätte wurden mehrere bisher unbekannte Minerale komplexer Zusammensetzung entdeckt und registriert, darunter ein neues und ungewöhnlich strukturiertes Plumbotellurid mit einem sehr hohen Goldgehalt, das erstmals 1978 gefunden wurde.
Die Analyse und Erstbeschreibung erfolgte durch Ernst Maxowitsch Spiridonow (russisch Эрнст Максович Спиридонов) und Tatjana Nikiforowna Tschwiljowa (russisch Татьяна Никифоровна Чвилёва), die dem Mineral zu Ehren des Ehepaares Marianna Sergejewna Bessmertnaja (1915–1991) und Wladimir Wassiljewitsch Bessmertny (russisch Владимир Васильевич Безсмертный; 1912–2002) den Namen Bezsmertnovit gaben.
Spiridonow und Tschwiljowa sandten ihre Untersuchungsergebnisse und den gewählten Namen 1979 zur Prüfung an die International Mineralogical Association (interne Eingangsnummer der IMA: 1979-014), die den Bezsmertnovit als eigenständige Mineralart anerkannte.
Der international akzeptierte Name des Minerals gibt die alte (kirchenslawische) Transkription des Wortes „bessmertije“ (russisch бессмертие, Unsterblichkeit) wieder, das im 19. Jahrhundert keine grammatikalische Norm mehr war, jedoch in verschiedenen Sprachformationen der Frühzeit erhalten blieb. Insbesondere die Schreibweise „bezsmertie“ (russisch безсмертие) blieb im Korpus alter russischer Nachnamen erhalten, deren Schreibweise nicht aktualisiert wurde oder in der modernen ukrainischen Version enthalten ist.
Darüber hinaus war es Marianna Bessmertnaja, die darauf bestand, den Namen ihres Mannes in die Nominierungsliste des Minerals Bezsmertnovit aufzunehmen, da sie sich als Teil des familiären wissenschaftlichen Tandems betrachtete. Dies war ihre einzige Bedingung an Spiridonow und Tschwiljowa, als sie das Mineral 1979 der Kommission der Akademie der Wissenschaften und des Ministeriums für Geologie der UdSSR zur Genehmigung vorschlug. Ansonsten hätte sie der Benennung des Minerals nicht zugestimmt.
Zunächst visuell als natürliche intermetallische Verbindung von Gold klassifiziert, löste das Mineral fast sofort wissenschaftliche Diskussionen aus, begleitet von einer Reihe spektraler und radiografischer Studien. In der endgültigen Version wurde das Mineral als komplexes Plumbotellurid klassifiziert.
Proben des Typmaterials von Bezsmertnovit befinden sich in der Sammlung des Instituts für Mineralogie, Geochemie und Kristallchemie seltener Elemente und im Fersman Mineralogisches Museum.

## Klassifikation
Da der Bezsmertnovit erst 1979 als eigenständiges Mineral anerkannt wurde, ist er in der zuletzt 1977 aktualisierten 8. Auflage der Mineralsystematik nach Strunz noch nicht verzeichnet.
Im zuletzt 2018 überarbeiteten „Lapis-Mineralienverzeichnis“, das sich im Aufbau noch nach der alten Form der Systematik von Karl Hugo Strunz richtet, erhielt das Mineral die System- und Mineralnummer II/A.03-010. In der „Lapis-Systematik“ entspricht dies der Klasse der „Sulfide und Sulfosalze“ und dort der Abteilung „Legierungen und legierungsartige Verbindungen“, wo Bezsmertnovit zusammen mit Bilibinskit und Maldonit eine unbenannte Gruppe mit der Systemnummer II/A.03 bildet.
Die von der IMA zuletzt 2009 aktualisierte 9. Auflage der Strunz’schen Mineralsystematik ordnet den Bezsmertnovit dagegen in die Abteilung „Metallsulfide, M : S > 1 : 1 (hauptsächlich 2 : 1)“ ein.  Diese ist zudem weiter unterteilt nach den in der Verbindung vorherrschenden Metallen, so dass das Mineral entsprechend seiner Zusammensetzung in der Unterabteilung „mit Kupfer (Cu), Silber (Ag), Gold (Au)“ zu finden ist, wo es als einziges Mitglied eine unbenannte Gruppe mit der Systemnummer 2.BA.45 bildet.
In der vorwiegend im englischen Sprachraum gebräuchlichen Systematik der Minerale nach Dana hat Bezsmertnovit die System- und Mineralnummer 02.01.05.01. Das entspricht ebenfalls der Klasse der „Sulfide und Sulfosalze“ und dort der Abteilung „Sulfidminerale“. Hier findet er sich innerhalb der Unterabteilung „Sulfide – einschließlich Selenide und Telluride – mit der Zusammensetzung AmXp, mit m : p > 3 : 1“ als einziges Mitglied in einer unbenannten Gruppe mit der Systemnummer 02.01.05.

## Eigenschaften
Bezsmertnovit ist ein lamellares längliches Korn unregelmäßiger Form mit einer Größe von nicht mehr als 0,2 × 0,05 mm. Im Auflicht und unter dem Mikroskop ähnelt das Mineral Gold und hat eine sehr leuchtende orange-gelbe Farbe, obwohl es einen geringeren Reflexionsgrad aufweist. Anisotrop in neutralen Grautönen.
Ein besonderes optisches Merkmal neuer Mineralien der Bibinskit-Plumbotellurid-Gruppe, insbesondere Bezsmertnovit, ist die extrem hohe Sättigung und Reinheit der Farbe. Bis dahin wurden die höchsten Werte für diesen Parameter nur von Gold charakterisiert, das einen Indikator von p = 48 %, bezogen auf die weiße Lichtquelle, aufwies. Allerdings ist der ähnliche Indikator für Bezsmertnovit deutlich höher als für Gold (p = 62 %).
Das Mineral ist undurchsichtig, hat einen starken metallischen Glanz und einen orangefarbenen Farbton, der an Kupfergold erinnert. Die extrem hohe Farbsättigung von Bezsmertnovit gilt als die höchste aller bekannten Erzmineralien.
Im reflektierten Licht ähnelt Bezsmertnovit Gold, weshalb es leicht zwischen Aggregaten von Bilibinskit, Bogdanovit und anderen Mineralien dieser Gruppe zu erkennen ist: Es ist das hellste von ihnen, hat eine satte orange-gelbe Farbe und ist das hellste von ihnen in gekreuzten Nicolen ist es in Grautönen schwach anisotrop. Das Mineral hat metallische elektrische Leitfähigkeit.

## Bildung und Fundorte
Bezsmertnovit wurde in einer vulkanogenen Lagerstätte mit einem überwiegenden Anteil an Goldtelluriden in supergenen Zonen gefunden. In der Regel kommt es in Verbindung mit zwei anderen Mineralien seiner Gruppe vor: Bilibinskit und Bogdanovit, gelegentlich in Form von Rändern oder Einschlüssen in Körnern aus gediegen Gold. Weitere Begleitminerale können Hessit und Rickardit sowie andere Kupfer-, Eisen- und Blei-Telluride sein.
Plumbotelluride und Stibioplumbotelluride entstehen in der Verwitterungskruste (in der Zementationszone) von Gold-Tellurid-Lagerstätten. Bilibinskit, Bogdanovit und Bezsmertnovit enthalten etwa 50, 65 bzw. 75 Massenprozent Gold. Makroskopisch ähneln sie Bornit. Die Härte dieser Minerale ist deutlich höher als die von gediegen Gold. In supergenen Zonen ersetzen Minerale der Gruppe hypogenen Kostovit, Krennerit, Sylvanit, Nagyágit und Altait. Gold-Plumbotelluride wiederum sind in Oxidationszonen nicht stabil. Sie werden durch feines Wellengold und Tellurite mit Cu, Pb und Fe ersetzt.
Bezsmertnovit gehört zu den sehr seltenen Mineralbildungen, zu dem weltweit bisher nur wenige Vorkommen dokumentiert sind. Seine Typlokalität, die Gold-Silber-Tellurit-Lagerstätte Aginsk auf der Halbinsel Kamtschatka ist dabei der bisher einzige bekannte Fundort in Russland.
In den 1990er Jahren wurde Bezsmertnovit unter ähnlichen Mineralisierungsbedingungen in mehreren Gold-Tellurid-Lagerstätten gefunden (Stand 2024):
- „Guilaizhuang“ und „Zhuojiazhuang“ im Tongshi-Komplex im Kreis Pingyi der chinesischen Provinz Shandong
- „Manka“ bei Kurshim im Altai-Gebirge in Ostkasachstan
- epithermale Gold-Silber-Blei-Kuper-Lagerstätte „Plavica“ (auch Plavica-Zlatica oder Plavitsa) etwa 110 km östlich von Skopje in Nordmazedonien
- „Trixie“ im Bergbaubezirk East Tintic des Utah Countys im gleichnamigen US-Bundesstaat